# Capilla Farruco
La Capilla Farruco es una construcción ubicada en el Departamento de Durazno, Uruguay que data del año 1782. Corresponde al período español de la época colonial y debe su nombre a que fue edificada en la propiedad de Francisco Rodríguez "Farruco". El lugar constituye un sitio turístico y de importancia histórica al tratarse de la única construcción del siglo XVIII que se conserva desde su época.

## Ubicación
La construcción se encuentra entre los arroyos Las Cañas y Cordobés en la Ruta 6 y Camino San José de las Cañas a 59 kilómetros de distancia de la ciudad de Sarandí del Yí.

## Historia
El Fortín y Capilla de Farruco constituyen una edificación de bloques de piedra, con enrejado y diseño español. La misma fue emplazada en épocas de la colonia y de la Iglesia católica.
Ambas construcciones fueron restauradas en 1960 por Juan Pivel Devoto y Aníbal Barrios Pintos, ambos docentes uruguayos de extendida trayectoria.
Asimismo, en ese preciso lugar se une al Ejército Blandengue José Gervasio Artigas el 10 de marzo de 1797. El General utilizaba las instalaciones como habitación, donde residía en las oportunidades en que visitó la zona y solía orar en la Capilla a la espera de novedades del Gobernador de Montevideo, Olaguer y Feliú.

## Actividades
Desde el año 2001, se realiza allí la Romería Internacional "Fiesta de la Hermandad Hispano-Uruguaya", festival anual visitado por miles de turistas y lugareños.